# Onatas
Onatas (en grec Ὀνάτας) est un sculpteur grec de la fin de la période archaïque, l'un des principaux représentants du style sévère, fin du VIe siècle et début du Ve siècle av. J.-C.

## Biographie
On ne sait presque rien de sa vie. Originaire de l'île d'Égine, il est le fils d'un dénommé Micon ou Smicon. Il est contemporain des sculpteurs Agéladas I et d'Hégias et a un fils ou un élève nommé Callitélès, qui signe une statue avec lui.

## Œuvre
Pausanias décrit plusieurs de ses œuvres :
- une Déméter Melaina (« noire ») sur le mont Élaïon, en Arcadie[6] ;
- en collaboration avec Calamis, le monument de victoire de Hiéron de Syracuse à Olympie, à la suite des victoires de ce dernier à la course de chevaux des Jeux olympiques[7] ;
- un Apollon en bronze à Pergame[8] ;
- un Héraclès, offrande des Thasiens à Olympie[9] ;
- un Hermès criophore (portant un bélier), offrande des Arcadiens de Phénéos à Olympie[10] ;
- un groupe représentant le tirage au sort pour le combar contre Hector (épisode du chant VII de l'Iliade, offrande des Achéens à Olympie[11] ;
- l'offrande dite des « Tarentins du Haut », en collaboration avec Agéladas I[12].

Aucune œuvre originale ne nous est parvenue, à l'exception d'une base pour un cheval de bronze située sur l'Acropole et d'une base signée à Olympie.